# Napoleone Verga
Pour les articles homonymes, voir Verga.
Napoleone Verga  (Pérouse, le 9 février 1833 - Nice, 19 avril 1916) est un peintre italien spécialiste de miniatures.

## Biographie
Napoleone Verga accomplit sa formation à Pérouse dans le milieu puriste et à tendance classique de la seconde partie du XIXe siècle. Il étudie d'abord auprès de l' Accademia di Belle Arti sous la direction de Silvestro Valeri, puis à Rome à l'Accademia di San Luca.
Il a été parmi les premiers à adhérer à la Società generale degli artisti ed operai, dont le « livre d'or » constitue une anthologie fondamentale de la miniature pérugine entre le XIXe et XXe siècles.
De nombreuses œuvres témoignent de son activité de miniaturiste. À l'intérieur de sa vaste production, les aquarelles prédominent par la qualité technique et la vivacité des scènes. Ils reproduisent des scènes de vie quotidiennes ainsi que des épisodes du risorgimento à Pérouse. 
Verga a été aussi un fervent patriote qui prit part directement aux dernières actions (1859-1860), qui permirent libération de la ville de Pérouse de la domination papale.
Il illustra cette période dans des petites peintures avec des images réalistes riches de détails descriptifs. 

## Sources
- (it) Roberto Abbondanza, Il notariato a Perugia : mostra documentaria e iconografica per il XVI Congresso nazionale del notariato (Perugia, maggio-luglio 1967), vol. 1, Consiglio nazionale del notariato, 1973, 429 p. (lire en ligne)